# Temple mormon de Regina
Le temple mormon de Regina est un temple de l’Église de Jésus-Christ des saints des derniers jours situé à Regina, la capitale de la province de la Saskatchewan, au Canada. Il a été inauguré le 14 novembre 1999, le même jour que le temple de Halifax.